# Wola Klasztorna
Wola Klasztorna – wieś sołecka w Polsce położona w województwie mazowieckim, w powiecie kozienickim, w gminie Sieciechów. Leży na skrzyżowaniu dróg Bąkowiec – Dęblin, oraz Sieciechów – Puławy, po lewej stronie Wisły.
Za II RP siedziba gminy Sieciechów. W latach 1954–1961 wieś należała i była siedzibą władz gromady Wola Klasztorna, po jej zniesieniu w gromadzie Sieciechów. W latach 1975–1998 miejscowość administracyjnie należała do województwa radomskiego.
Przez Wolę Klasztorną przebiega droga wojewódzka nr 691 prowadząca z Pionek do Opactwa. 
Miejscowość znajduje się w odległości 9km – Dęblin, 17km – Kozienice, 19km – Puławy, 22km – Pionki, 44km – Radom, 65km – Lublin, 94km – Warszawa. 
Sąsiaduje z Opactwem od północy, z Zalesiem od wschodu, z Sieciechowem od zachodu i Bąkowcem od południa.
Wierni kościoła rzymskokatolickiego należą do parafii Wniebowzięcia Najświętszej Maryi Panny w Opactwie.

## Początki
Po zmianie koryta Wisły na obszarze Swięcicy drugiej – Podolszan (Podolszany – własność klasztoru sieciechowskiego według dok. z 1252 r.) założono w 1363 roku Wolę Sieciechowską na prawie niemieckim. W 1827 r. wieś w pos. duchownym, miała 51 domów i 533 mieszkańców. W 1873 r. we wsi i sąsiednim Zalesiu panowała epidemia cholery, która zdziesiątkowała ludność. Na początku XX wieku wieś włościańska, miała 67 domów, 510 mieszkańców, 953 mórg ziemi.

## Nazwa
Poprzednie nazwy wsi to: Podolszany, Święcica, Wola Sieciechowska, Klasztorna Wola.
Obecna nazwa miejscowości najprawdopodobniej pochodzi od znajdującego się w pobliżu w dawnych czasach Klasztoru Benedyktynów umiejscowionego we wsi Opactwo.

## Transport
We wsi był przystanek PKS (obecnie PKS nie kursuje, ponieważ firma ogłosiła upadłość). W odległości około 3 km znajduje się stacja Bąkowiec na linii kolejowej nr 26 Łuków – Radom.

## Szlaki
Przez wieś przebiega szlak nr R-36y, który zaczyna się w Kozienicach na ul.Radomskiej, a kończy się w Zajezierzu przy stacji PKP. Szlak ten jest częścią Sieci Szlaków Rowerowych Puszczy Kozienickiej.

## Bezpieczeństwo
W Woli Klasztornej działa jednostka Ochotniczej Straży Pożarnej, która w 2000 r. włączona została do Krajowego Systemu Ratownictwa Gaśniczego. Jednostka jest wyposażona w podstawowy sprzęt pożarniczy oraz system selektywnego alarmowania.

## Ciekawostki
Wieś ma długość ok. 2 km.
Remiza Ochotniczej Straży Pożarnej służyła niegdyś jako siedziba urzędu gminy, milicji oraz miejscowy bar. Obok remizy w 1912 r. mieszkańcy wsi wznieśli krzyż z dedykacją: Na Cześć i Chwałę Panu Bogu Wszechmogącemu w Trójcy Świętej Jedynemu. Na pograniczu Woli z Zalesiem stoi stara szkoła, która obecnie jest zamknięta.